# Kissasaari (ö i Birkaland, Tammerfors, lat 61,59, long 24,76)
Kissasaari är en ö i Finland. Den ligger i sjön Löytäne och i kommunen Orivesi i den ekonomiska regionen Tammerfors och landskapet Birkaland, i den södra delen av landet, 160 km norr om huvudstaden Helsingfors. Öns area är 0,4 hektar och dess största längd är 80 meter i öst-västlig riktning.